# Estrella de Barnard b
Estrella de Barnard b o GJ 699 b és un exoplaneta que orbita l'estrella Estrella de Barnard. La seva descoberta va ser publicada el 15 de novembre de 2018 a la revista Nature. Va ser identificat fent servir observacions dels instruments HiRES i Keck i dels espectròmetres HARPS i UVES. Per confirmar la descoberta es va fer servir l'espectròmetre CARMENES i el HARPS i HARPS-N i dades observacionals antigues de fins 20 anys enrere.
El líder del grup d'investigadors va ser Ignasi Ribas, astrònom de l'Institut d'Estudis Espacials de Catalunya (IEEC) i l'Institut de Ciències Espacials (ICE).

## Característiques
Tècnicament, el descobriment és només d'un candidat a exoplaneta, tot i que la confiança estadística és del 99 % que és real i no un artefacte de les dades. L'equip descobridor continuarà observant l'estrella per tal de confirmar la troballa. L'observació directa per telescopis a terra o en satèl·lits com el WFIRST s'esperen en els anys vinents. És possible inclús que es pugui registrar un trànsit del planeta davant la seva estrella.
El planeta es va descobrir fent servir la tècnica de la velocitat radial, analitzant els moviments periòdics de les línies espectrals de l'estel amfitrió. Aquests moviments denoten un període de 233 dies, que es correspon a una òrbita de 0,4 ua de radi. D'aquí es va deduir que la massa del planeta era de 3,2 cops la massa de la Terra. Les observacions es van fer amb 7 instruments diferents i recollint més de 20 anys de registres, sent un dels conjunts de dades més llargs fet servir mai per aquesta mena de mesures.
Se suposa que és un planeta gelat, amb temperatures mitjanes d'uns –170 C (103 K). La seva òrbita, tot i que és molt propera a l'estrella, està molt a prop de la línia de congelament, ja que l'estrella amfitriona és una nana roja.